# Anvers
Anvers (numele francez, îndeobște folosit în română) sau Antwerpen (numele autohton flamand, folosit și în germană) este un oraș din regiunea Flandra din Belgia și, în același timp, capitala provinciei cu același nume.
În ianuarie 2017 orașul număra aproximativ 520.000 de locuitori, ocupând, din acest punct de vedere, primul loc între comunele din Belgia. Ca suprafață, Anvers ocupă locul al treilea, după comunele Tournai și Couvin.

## Nume
După folclorul local, numele de Antwerpen provine de la cuvintele oandeze "hand werpen", care înseamnă "aruncă mâna". Aceasta se referă la legenda uriașului Druon Antigoon din folclorul flamand: Druon Antigoon locuia pe malurile râului Scheldt - sau pe un pod de peste râu - și îi obliga pe căpitanii corabiilor - sau pe trecatori - să îl plătească pentru a-i lăsa să treacă. Celora care refuzau le tăia o mână și o arunca în râu, până ce un soldat roman, Brabo, l-a ucis și i-a aruncat chiar uriașului mâna în râu.
Orașul este numit în engleză Antwerp, iar în spaniolă Amberes.

## Localizare geografică
Orașul se întinde în cea mai mare parte de-a lungul malului drept al fluviului Escaut și este renumit pentru portul său, unul dintre cele mai mari din Europa.

## Împărțire administrativă
Din punct de vedere administrativ, orașul este împărțit în 9 districte cu conducere proprie.

## Monumente
- Catedrala din Anvers (secolul al XIV-lea)

## Transport
Transportul public din Anvers este asigurat de compania de transport public flamandă De Lijn, care utilizează în oraș o vastă rețea de autobuze și tramvaie. În zonele centrale, tramvaiele circulă în special printr-o complexă structură subterană de premetrou.

## Sport
Echipa Royal Antwerp FC a câștigat de patru ori campionatul belgian de fotbal (în 1929, 1931, 1944 și 1957).

## Personalități născute aici
- Daniel van den Queborn (1552 - 1602), pictor;
- Jan Brueghel cel Tânăr (1601 - 1678), pictor;
- Henry Van de Velde (1863 - 1957), arhitect;
- Hubert Lampo (1920 - 2006), scriitor;
- Anton Alberts (1927 - 1999), arhitect;
- Jef Geeraerts (1930 - 2015), scriitor;
- Ritchie De Laet (n. 1988), fotbalist;
- Romelu Lukaku (n. 1993), fotbalist.